# St. Georg (Bachhagel)

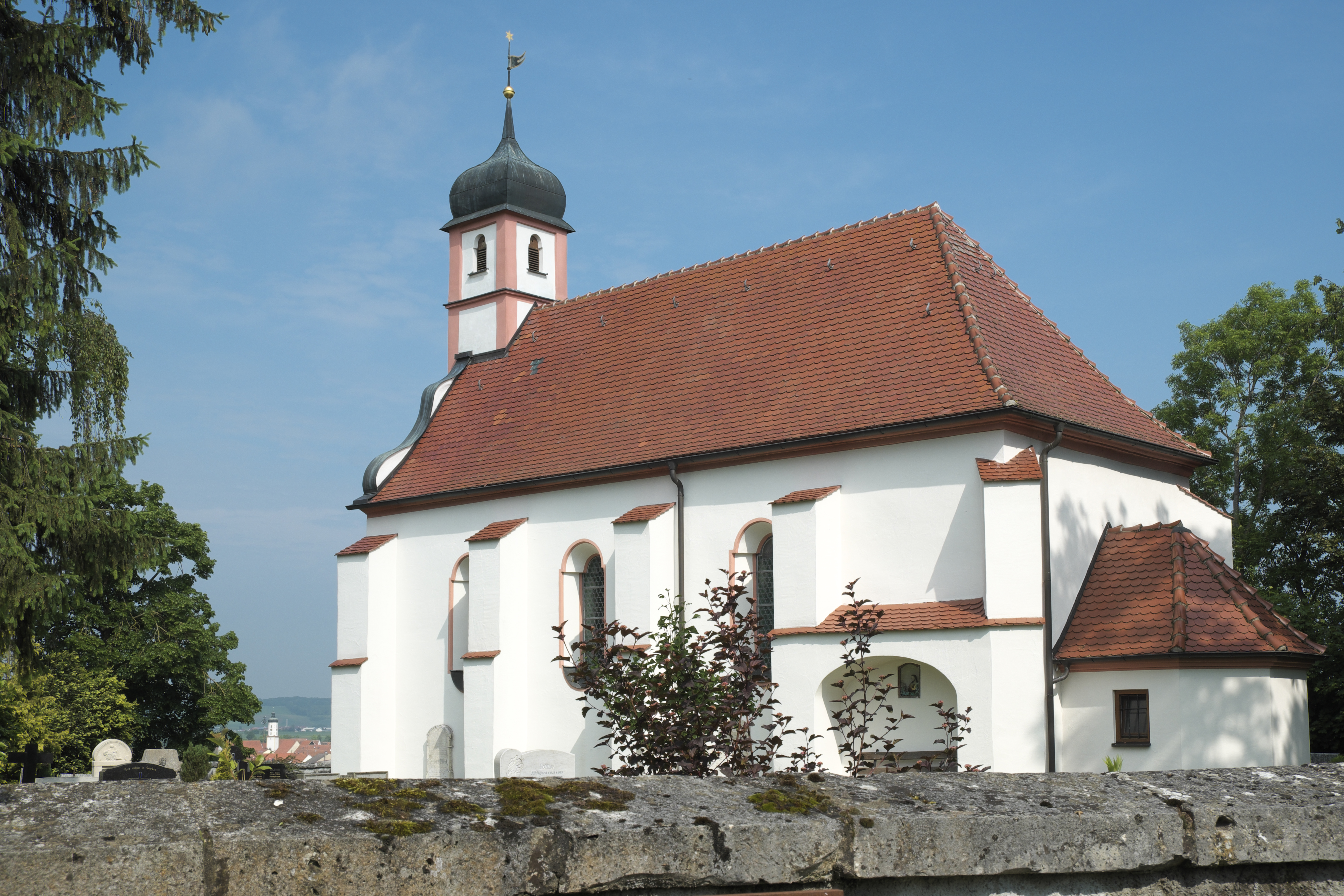
St. Georg in Bachhagel

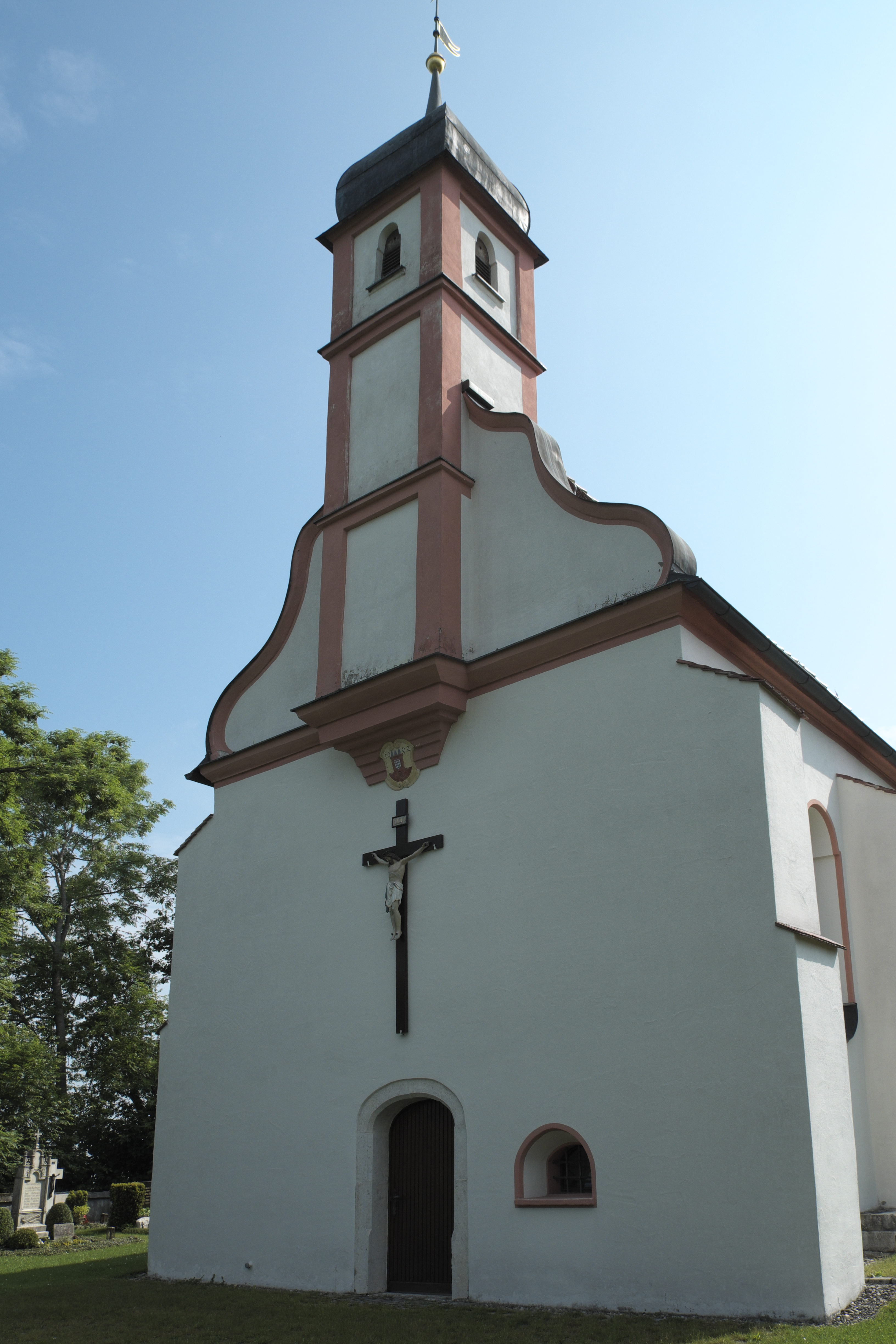
Westseite mit Dachreiter

Die katholische Kapelle St. Georg (auch als Kreuzkapelle bezeichnet) in Bachhagel, einer Gemeinde im bayerischen Landkreis Dillingen an der Donau, wurde im Kern im 15. Jahrhundert errichtet. Die Kapelle an der St.-Georg-Straße 21, am Westabhang des Kränzleberges im ummauerten Friedhof, ist ein geschütztes Baudenkmal.

## Geschichte
Die dem heiligen Georg geweihte Kapelle war ursprünglich die Pfarrkirche des abgegangenen Weilers Lobershofen. Der Chor zeigt Bauformen des 15. Jahrhunderts. Im Jahr 1692 wurde ein neues Langhaus und im 20. Jahrhundert die Sakristei angebaut.

## Beschreibung
Der Chor und das Schiff, die gleich breit sind, werden durch einen rundbogigen, breiten Gurtbogen getrennt. Der quadratische Chor wird von einem Sternrippengewölbe mit gekehlten Rippen und glattem Schlussstein gedeckt. Nach Norden und Süden befindet sich jeweils ein im Barock erweitertes, oben und unten rundbogig geschlossenes Fenster. Hinter dem Altar führt eine Tür zur Sakristei. Das Kirchenschiff wird von einer korbbogigen Tonne mit Kreuzgratkappen in zwei Jochen bedeckt. Die Fenster sind wie im Chor gestaltet. Im Westen befindet sich der korbbogige Eingang, der außen ein gefastes Werksteingewände besitzt. Hier ist im Inneren über eine Wendeltreppe die Empore zu erreichen. 

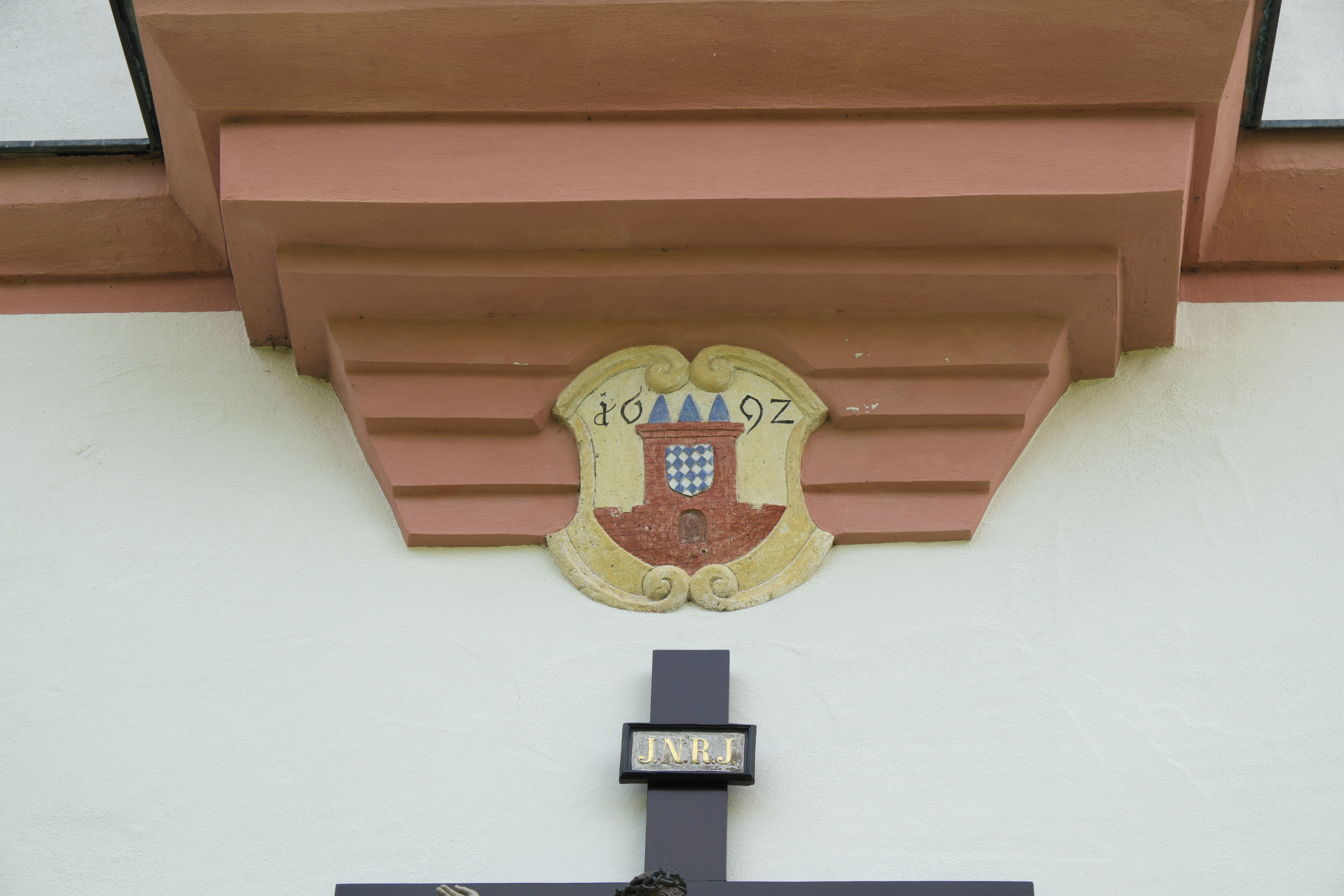
Konsole mit dem Wappen von Höchstädt und der Jahreszahl 1692

Auf dem geschweiften Westgiebel sitzt auf einer gestuften Konsole der dreigeschossige Dachreiter. Die Geschosstrennung erfolgt durch Gesimse. Der Dachreiter wird von einem Zwiebelhelm bekrönt. An der Konsole ist das Wappen von Höchstädt an der Donau, da der Kirchensatz von Lobershofen im Jahr 1382 an das Spital in Höchstädt an der Donau geschenkt worden war, und die Jahreszahl 1692 angebracht. An der Fassade sind ringsum zweimal abgetreppte Strebepfeiler mit Pultdächern vorhanden.

## Ausstattung
Der Altar aus dem 18. Jahrhundert besitzt ein Altarblatt aus dem 19. Jahrhundert mit der Darstellung der Muttergottes und den Vierzehn Nothelfern.
An der Ostwand des Chores sind Reste spätgotischer Wandmalereien vorhanden.